# Grandia II
Grandia II is een computerspel ontwikkeld door Game Arts en uitgegeven door Sega voor de Dreamcast. Het rollenspel is uitgekomen in Japan op 3 augustus 2000, in de VS op 6 december 2000 en in Europa op 23 februari 2001.
In 2002 verscheen een port voor de PlayStation 2 die werd ontwikkeld door Rocket Studio en uitgegeven door Enix.

## Plot
Duizend jaar na de gevechten tussen Granas en Valmar is de planeet bijna verwoest. In de nasleep van de oorlog leidt de Kerk van Granas de mensheid naar betere tijden. Wanneer een jonge krijger genaamd Ryudo de zangeres Elena moet beschermen, ontdekken zij tijdens hun reis dat de Kerk van Granas niet is wat het lijkt.

## Platforms
| Platform      | Datum uitgave                                             |
| ------------- | --------------------------------------------------------- |
| Dreamcast     | JP 3 augustus 2000 VS 6 december 2000 EU 23 februari 2001 |
| PlayStation 2 | VS 28 januari 2002 JP 21 februari 2002 EU 28 maart 2002   |
| Windows       | VS 10 maart 2002 EU 12 april 2002                         |

## Ontvangst
Het spel werd overwegend positief ontvangen in recensies en heeft op verzamelwebsites GameRankings en Metacritic scores van respectievelijk 89% en 90%. Men prees het grafische uiterlijk, de besturing en een vernieuwend gevechtssysteem.

## Trivia
- Het spel is opgenomen in het boek 1001 Video Games You Must Play Before You Die van Tony Mott.